# Charles Abelé
 (juillet 2014).
Si vous disposez d'ouvrages ou d'articles de référence ou si vous connaissez des sites web de qualité traitant du thème abordé ici, merci de compléter l'article en donnant les références utiles à sa vérifiabilité et en les liant à la section « Notes et références ».
Charles Abelé, né le 5 octobre 1954 à Reims et mort le 10 mai 2006 à Coupéville, est un aïkidoka français.

## Biographie
Charles Abelé commence l'Aïkido à l’âge de 23 ans au sein de la FFAAA à Châlons-en-Champagne. 
À 25 ans, il exerce la profession d'infirmier psychiatrique. Lors de stages il découvre l'Aïkido de maître Hirokazu Kobayashi . Devenu enseignant d'Aïkido à Paris et à Reims, il rencontre André Cognard et s'engage dans une relation d'élève avec lui, celle-ci durera une quinzaine d'années. Il débute également une formation pour devenir enseignant à l'école française de yoga de l'Ouest.

À 26 ans, il obtient son 1er Dan et le Certificat d'animateur de gymnastique d’entretien pour un adulte au sein de la fédération française d’éducation physique dans le monde moderne. 
En 1982, il crée l'académie d'Aïkido de Champagne au sein de l'Académie Autonome d'Aïkido, l'école fondée par André Cognard.  Et à partir de 1985, toujours dans la 3A, il suit l'école de formation à l'enseignement en Aïkitaïso et devient directeur technique de la région Champagne. Il intervient également au sein de l'école de formation d'enseignement de l'Aïkido, donne des stages en France. Il crée la même année l'Académie d'Aïkido d’Île-de-France.
Il débute également des collaborations avec des professionnels de la danse, Isabelle Dubouloz et Pierre Doussaint, et ceux-ci lui ouvriront des portes dans le milieu de la danse et des arts du cirque.
Il passe son 3e Dan en 1987 et co-fonde avec André Cognard et d'autres artistes l'Académie des Arts Martiaux et d'Arts Contemporains. Il y enseigne l'Aïkido et l'Aïkitaïso. Il devient conseiller en arts martiaux pour une œuvre chorégraphique d'Appel/Jenkins représentée au Théâtre National de l'Opéra Comique de Paris. En 1988 il coordonne des stages internationaux aïkido-danse-théâtre en collaboration avec Isabelle Dubouloz, Pierre Doussaint (chorégraphes) et Bernard Pico (dramaturge).
En 1989 à 35 ans, devenu Yondan (4e Dan), il participe au développement de l'Aïkido et de l'Aïkitaïso en Italie Bologne, Milan et Gènes et intervient également dans des stages d'Aïkitaïso en Allemagne, Espagne et Suisse. Il poursuit ses interventions dans le milieu artistique : enseignement avec Isabelle Dubouloz et Pierre Doussaint lors d'un stage d'Aïkido et de danse dans le cadre des « Hivernales » d'Avignon et enseigne l'Aïkitaïso au sein du Théâtre de Beauvais.
En 1990, il devient directeur technique régional au sein de la 3A des régions Nord, Touraine, Bretagne. Il est co-formateur dans un stage-rencontre du Ministère de la Culture pour une délégation de chorégraphes et de danseurs des pays de l'Est et intervient également au sein d'une formation pour les Jeunes Dirigeants d'Entreprises, avec un clown-analyste, Bernard Pico.
En 1991 il participe en tant que chorégraphe martial et pratiquant d'Aïkido lors de la « Nuit des Jeunes Créateurs » au Palais des Congrès de Paris. 
De 1992 à 1995, Il sera directeur technique national de la 3A Région Nord.
Il devient 5e Dan en 1993 et se met en profession libérale, souhaitant vivre en étant libre de son art. Il collabore à la réalisation d'un film sur l'Aïkido « Ikkyo » (Le Premier Principe), tourné dans le sud-est algérien et réalisé par Robert Nardone et André Cognard, diffusé sur Canal + et Canal J et intervient dans la préparation d'un spectacle de la compagnie Fura del Baus à Barcelone invité par Jordi un de ses élèves.
De 1994 à 1996, il fait des interventions scolaires  avec Jérôme Merle et Valérie Désert (enseignants de danse) dans le cadre d'un projet Aïkido-danse au Lycée Jean Monet de Crépy en Valois puis au  Lycée Léonard de Vinci à Soissons.
En 1996, il fonde l'Académie Aïkiryu et Arts du Geste (L'A.A.GE, sa propre école), il en est le directeur technique et dirige des cycles d'approfondissement pour la formation des élèves d'Aïkido, des week-ends de formation pour les Dan, les professeurs d'Aïkido et d'Aïkitaïso.
La même année, il co-créée avec Isabelle Abelé-Dubouloz le Centre d'Arts Corporels Shin Shin I Taï des Ormes (Marne), un lieu de vie, de pratique et de stages.
En 1999, invité par Isabelle Abelé dans le cadre d'une résidence au centre d'arts corporels des Ormes, il intervient dans la formation des jeunes circassiens du Centre National des Arts du Cirque de Châlons-en-Champagne. Il co-dirige un stage AFDAS avec Gilles Sampieri (auteur et dramaturge),  « Vers une autonomie de l'acteur » au théâtre de l’Échangeur de Bagnolet.
En 2000, il crée l’Aikiryu pour identifier la forme d’Aikido qu’il enseigne. Il modifie les kanjis, ainsi AI Ki DO devient AI KI RYU. Et il transforme le nom de son école qui devient la F.AAGE : la Fédération Aïkiryu et Arts du Geste. 
Durant deux ans, au théâtre le Colombier à Bagnolet, il poursuit sa collaboration avec Gilles Sampieri en intervenant dans la formation continue sur l’œuvre de B.M. Koltes.
C'est en 2003 qu'il apprend  qu'il est atteint d'un cancer et après trois années de soins, de transformation et d'enseignement il meurt le 10 mai 2006 aux Ormes. Il enseignera jusqu'au bout soit 10 jours avant sa mort, dans la lumière d'une incroyable paix intérieure. 

## Citation
«Déposer au Kamiza le portrait d'un maître dont on n'est pas l'élève direct est une curiosité pour un Japonais… Aujourd'hui, je préfère que soit déposée, par exemple, une calligraphie reflétant le sens de notre pratique… C'est la nature qui est là pour nous enseigner… Créer une école, c'est accepter que l'on ne soit plus rien. J'ai pu le faire car j'en avais envie. L'envie, c'est votre guide dans la pratique.»

" Deux ans avant la mort de Maître Kobayashi, je créais ma propre structure pour me donner un cadre dans lequel mon travail allait pouvoir se développer et ce en relation avec d’autres arts. Maître Kobayashi donnait un enseignement interne au travers de l'aïkido. Il est certain qu'il ne souhaitait pas prendre une place trop visible par rapport à l'extérieur.
La F.AAGE s'inscrit dans cette filiation.
Depuis de nombreuses années, ma femme et moi avec d’autres artistes avons développé des stages, cours, formations combinées avec l’Aïkido, danse, théâtre, arts du cirque, voix, sentant que l’homme artiste au cœur de son Art était création spirituelle."

« Il est absolument inutile de faire une technique si on ne se laisse pas toucher. »